# Vy Vato Sakelika
Vy, Vato, Sakelika (V.V.S) var en nationalistisk, antikolonial rörelse på Madagaskar. Gruppen bildades 1913 bland madagaskiska läkarstudenter i Antananarivo, under ledning av pastor Ravelojaona, men förbjöds 1915 och många ledande företrädare sändes i exil till exempelvis Mayotte. 
V.V.S var den första större politiska sammanslutningen av madagasker, och den första nationalistiska rörelsen på Madagaskar.

## Bakgrund
1882 tillkom Frankrikes första protektorat på Madagaskar, genom ett avtal med folkgruppen sakalava på öns nordvästra kust. Drottning Ranavalona III vägrade dock underordna sig det franska kolonialväldet. Efter en fransk ockupation av Antananarivo 1895–1896 utropade Frankrike Madagaskar till en fransk koloni, och drottningen och premiärministern deporterades först till Réunion och därefter till Algeriet.

## Tillkomst
Bland en grupp intellektuella i Kungadömet Merina, som hade fått en europeisk skolning och bildning i västerländskt tänkande, växte dock nationalistiska strömningar fram. Under ledning av pastor Ravelojaona började en grupp unga intellektuella baserad i Antananarivo samlas, särskilt inspirerade av Japans moderniseringsprocess. 1913 etablerades ur gruppen ett hemligt sällskap som kallade sig för "Vy, Vato, Sakelika", (V.V.S, "Järn, sten, förgrening"). Gruppen bestod i huvudsak av studenter vid skolan för inhemska läkare i Antananarivo.
Gruppen strävade efter att främja en malagassisk/madagaskisk kulturell identitet, och var särskilt aktiv mellan 1913 och 1915.  Därefter förbjöds den helt och hållet, och dess ledande företrädare skickades i exil eller dömdes till straffarbete. Den franska kolonialmakten slog brutalt ned på VVS, men gav med sig på så vis att myndigheterna öppnade upp för den första madagaskiska representanten i kolonialregeringen.
V.V.S var den första nationalistiska rörelsen på Madagaskar, och i allmänhet den första politiska sammanslutningen av madagasker. V.V.S har stora likheter med Mouvement démocratique de rénovation malgache (MDRM) efter andra världskriget.  Joseph Ravoahangy Andrianavalona var i synnerhet aktiv i båda rörelserna, en central gestalt i den madagaskiska nationaliströrelsen. I början av 1920-talet plockade Jean Ralaimongo delvis upp V.V.S arbete, men inledningsvis utifrån ambitionen att stärka möjligheterna till madagaskisk assimilering i Frankrike. När Frankrike vägrade detta blev nationalismen återigen starkare.